# 賴德爾 (喬治亞州)
賴德爾（英語：Rydal）是位於美國喬治亞州巴托縣的一個非建制地區。該地的面積和人口皆未知。

## 地理
賴德爾的座標為34°20′07″N 84°42′56″W / 34.33528°N 84.71556°W，而該地的平均海拔高度為263米（即863英尺）。